# Pic du Balaïtous
Le pic du Balaïtous, ou pico de los Moros, est un sommet des Pyrénées culminant à 3 144 m, le premier de la chaîne dépassant l'altitude de 3 000 m depuis la côte atlantique. Il est le plus haut sommet du massif du Balaïtous, massif granitique pyrénéen se situant à la frontière entre l'Espagne et la France.

## Toponymie
Le mot Balaïtous vient probablement de l'occitan vath (pron. bat), vallée et leitosa (pron. léytouse), de lèit, lait donc laiteuse. Le nom peut signifier la « vallée laiteuse », en raison du glacier situé dans cette vallée orientée vers le nord-est et à laquelle le nom s'applique,. Il a été avancé ces deux autres significations qui sont nettement moins plausibles : la « vallée qui donne du lait » en raison de la couleur du torrent issu du glacier de las Néous, chargé de boues blanchâtres provenant de la décomposition des feldspaths du granite et s'écoulant en outre en cascades et rapides successifs[réf. nécessaire]. Une autre interprétation proposée est la « vallée avalancheuse », de vath et lieitosa venant de lieit signifiant lit ou couloir d'avalanche.[réf. nécessaire]
Le nom de ce massif (et donc du sommet principal) a eu de nombreuses appellations jusqu'au début du XXe siècle : Badescure (Henri Reboul), Balaïtous (Henry Russell), Baletous (cartes Cassini), Balétous (Henri Saget), Bat-Laetouse (anciennes cartes d'état-major), Bat-Létouse (anciennes cartes d'état-major), Batlaytouse (Aymar de Saint-Saud, Alphonse Meillon, ancien cadastre), Casterrille (cartes Cassini), Costerillou (Vincent de Chausenque), montagne de La Bassa (Henri Reboul, Louis Ramond de Carbonnières), Maou-Muret signifiant « mauvais » (Ludovic Fontan de Négrin), Marmurè (George Cadier, qui met parfois un accent aigu, parfois un accent grave), Marmuré (Henri Saget, George Cadier, les Azunois, anciennes cartes d'état-major), Murmuré (anciennes cartes d'état-major), pico de los Moros (pour les Espagnols), soum de Séoube (Louis-Philippe-Reinhard Junker), Mur-Muré (Édouard Wallon), Bat Laiteux (Charles Packe), Grand Pic (Jean-Pierre Picqué), Montagne comme un touet de « toit de maison » (Louis-Philippe-Reinhard Junker), Pic qui marmure, Pic qui murmure (Roger de Bouillé), pic des Baïletous de « gendarmes » (Gustave Cadier, un très probable parent des 5 frères Cadier).

## Géographie

### Topographie
Il se trouve au fond du val d'Azun. Il fait partie du massif du Balaïtous, séparé du pic Palas (2 974 m) et du pic d'Arriel (2 824 m) à l'ouest par de petits cirques glaciaires, où se situent des lacs comme ceux de Micoulaou et de Batcrabère. Située sur la ligne de partage des eaux, la crête des pics d'Arriel-Palas-Balaïtous a servi de tracé pour la frontière franco-espagnole.
Le glacier de las Néous est situé dans le vallon à l'est du sommet, c'est le dernier glacier du Balaïtous ; ceux de Frondella, du col Noir, d'Araillé et de Pabat ont disparu ou restent l'été sous la forme restreinte de névés. Mais les traces de leurs passages sont toujours visibles au site lacustre de La Pacca ou dans les moraines latérales du bassin du glacier.
Au nord de la crête, on trouve le vallon d'Araillé.
Le sommet est encadré de plusieurs refuges comme Ledormeur, Larribet, Respomuso. Sur son versant nord, on trouve la grande diagonale, un long corridor spectaculaire, taillé dans la pierre qui permet un accès estival à travers cette paroi immense. Proche du sommet, on voit la brèche des Isards.

### Hydrographie
Le sommet délimite la ligne de partage des eaux entre le bassin de l'Adour, qui se déverse dans l'Atlantique côté nord, et le bassin de l'Èbre, qui coule vers la Méditerranée côté sud.

### Géologie
Le massif du Balaïtous est un massif granitique, faisant partie intégrante du massif granitique voisin de Cauterets. On trouve cependant à son sommet des roches calcaires dans lesquelles sont incrustés des fossiles d'animaux marins.

### Climat
Le massif du Balaïtous se trouve dans la moyenne montagne nord (de l'Ossau à l'Aude occidentale (climat subocéanique)) : relativement épargnée par les perturbations d'ouest-sud-ouest qui se déchargent auparavant sur la haute chaîne frontalière, elle est intensément exposée aux perturbations de nord-nord-ouest qui viennent buter contre le relief. Cet effet de « bouchon » se fait ressentir jusque sur le piémont et s'accentue dans les fonds de vallée bien ouverts au nord-nord-ouest, sortes d'« entonnoirs à nuages » où sont observés les cumuls annuels les plus importants. La moyenne pluviométrique est de 100 à 150 cm/an. L'amplitude thermique augmente par rapport au Pays basque pour atteindre 13 à 14 °C (isotherme 0 °C vers 1 200 m en janvier, isotherme 10 °C vers 1 850 m en juillet). L'enneigement hivernal, bien aidé par le flux humide et frais de nord, est durable au-dessus de 1 200 mètres d'altitude.

## Histoire

### Une première ascension inaperçue
La première ascension du Balaïtous fut réalisée en 1825 par les officiers géodésiens Pierre Peytier et Paul-Michel Hossard au cours d'une mission topographique dans le val d'Azun. Ces derniers sont chargés d'établir la nouvelle carte d'état-major de la zone, ils effectuent auparavant et par erreur la première ascension du pic Palas à cause du brouillard. Il leur faut quatre tentatives aidés de onze porteurs pour arriver au sommet. Ils installent un signal, dessinent un tour d'horizon et restent plusieurs jours au sommet. Les cinq premiers rythmés par les orages se passent dans de bonnes conditions. Mais les vivres commencent à manquer et ils envoient des porteurs dans la vallée pour ramener de la nourriture. Lors des quatre jours suivants, de fortes chutes de neige, le froid, et en l'absence de nourriture, ils comprennent que les renforts ne peuvent pas venir et décident de repartir, abandonnant sur place une partie de leur matériel. La descente est périlleuse et leur itinéraire reste imprécis. Cependant, ils ne font aucun publicité de cette première ascension qui reste méconnue durant 52 ans,. Une commémoration a lieu, le 3 août 1925, pour les 100 ans de cette ascension.

### Une ascension qui n'est pas une première
La deuxième ascension est le fait du pyrénéiste Charles Packe. Après une tentative infructueuse en 1862 avec son guide Gaspard d'Arrens, il retente l'ascension en 1864 et parvient au sommet par l'arête ouest en septembre, persuadé de réaliser là une première. Sa surprise est totale quand il trouve les marques évidentes de l'ascension de 1825. Il ignore alors que ce sont des géodésiens qui ont laissé au sommet les vestiges de leur campement et une tourelle servant à réaliser les relevés topographiques.
En 1877, le capitaine Ferdinand Prudent, dans un article paru dans l'Annuaire du CAF, lève le voile sur l'épopée de Peytier et Hossard. En 1898, après des recherches dans les archives du Ministère de la Guerre, l'historiographe et pyrénéiste Henri Beraldi confirme la primauté des ingénieurs géographes, à qui il consacre un ouvrage : Balaïtous et Pelvoux (1907-1910).

### Autres ascensions notables
En 1865, Henry Russell fait l'ascension du Balaïtous par le versant est, et la réitère en 1870 par un chemin que lui a dévoilé Jacques Orteig.
Les frères Cadier parcourent tous les sommets de plus de 3 100 mètres situés entre le pic Long et le Balaïtous dans le massif des Pyrénées, entre le 6 et le 16 août 1903. Entièrement à pied, depuis Lourdes jusqu'à Osse-en-Aspe, leur village de la vallée d'Aspe, ils gravirent le pic Long, le Grand Astazou, le pic du Marboré, le cylindre du Marboré, le mont Perdu, le soum de Ramond, puis (par Añisclo et Arrasas), le pic du Taillon, le Grand Tapou, le Vignemale et le Balaïtous.
Le Balaïtous est leur sommet de prédilection où ils retournent souvent et par des voies différentes. Ils lui consacrent un livre.

### Postérité
Le cap Peytier-Hossard sur l'arête nord qui mène au sommet, le boulevard Packe, accès nord-ouest au sommet et la vire Beraldi aussi sur la face nord rendent hommage aux premiers montagnards qui gravirent le sommet.
La cheminée Charles-Edouard, proche du départ de l'arête du Costérillou, l'aiguille Cadier (altitude 3 022 m), sommet le plus septentrional de la crête de las Frondellas qu'ils avaient dénommée aiguille anonyme, la Tour George Cadier, une des pointes de la crête du Costérillou, sont nommées à la suite de l'exploit des frères Cadier en 1903. On trouve encore le pic Cadier (altitude 2 676 m), aux alentours du Balaïtous, dénommé ainsi dans les années 1930 par des cartographes, et que gravit Albert Cadier en 1933 ou 1934.

## Voies d'accès
De nombreux itinéraires existent de nos jours pour l'ascension, mais aucun n'est vraiment facile, en particulier en raison du dénivelé, qui est supérieur à 1 500 m à partir de tout point accessible en voiture. Les itinéraires les plus fréquentés empruntent le glacier de las Néous. Certaines voies, amenant au sommet par le versant espagnol, font emprunter la grande diagonale curiosité géologique caractéristique du Balaïtous. Les refuges français de Larribet (2 060 m), du Balaïtous (Ledormeur) (1 970 m) ou d'Arrémoulit (2 305 m) sont des points de départ possibles. Du côté espagnol on peut utiliser le refuge de Respumoso (Respomuso) ou le refuge non-gardé de Piedrafita (refuge d'Alfonso XIII), à proximité de l'ibón de las Ranas, 500 mètres au sud-est.
L'abri Michaud près du col Noir, sur le versant espagnol, est un abri en cas de mauvais temps.